# Groisy
Groisy é uma comuna francesa na região administrativa de Auvérnia-Ródano-Alpes, no departamento da Alta Saboia. Estende-se por uma área de 21.44 km². Em 2010 a comuna tinha 3 859 habitantes (densidade: 180 hab./km²).